# Савьоре-дель-Адамелло
Савьоре-дель-Адамелло (итал. Saviore dell'Adamello) — коммуна в Италии, располагается в провинции Брешиа области Ломбардия.
Население составляет 1073 человека (2008 г.), плотность населения составляет 13 чел./км². Занимает площадь 82 км². Почтовый индекс — 25050. Телефонный код — 0364.
В коммуне 15 августа особо празднуется Успение Пресвятой Богородицы. Покровителем коммуны почитается святой Иоанн Креститель, празднование 24 июня.

## Демография
Динамика населения:

## Администрация коммуны
- Официальный сайт: http://www.comune.saviore-delladamello.bs.it/

## Известные уроженцы и жители
- Бернардино Зендрини (1679—1747) — венецианский инженер и гидрограф.